# 第二代伯林頓伯爵查爾斯·波以耳
查爾斯·波以耳（英語：Charles Boyle，1662年—1704年2月9日），第二代伯林頓伯爵，英格蘭貴族，鄧加文子爵之子。

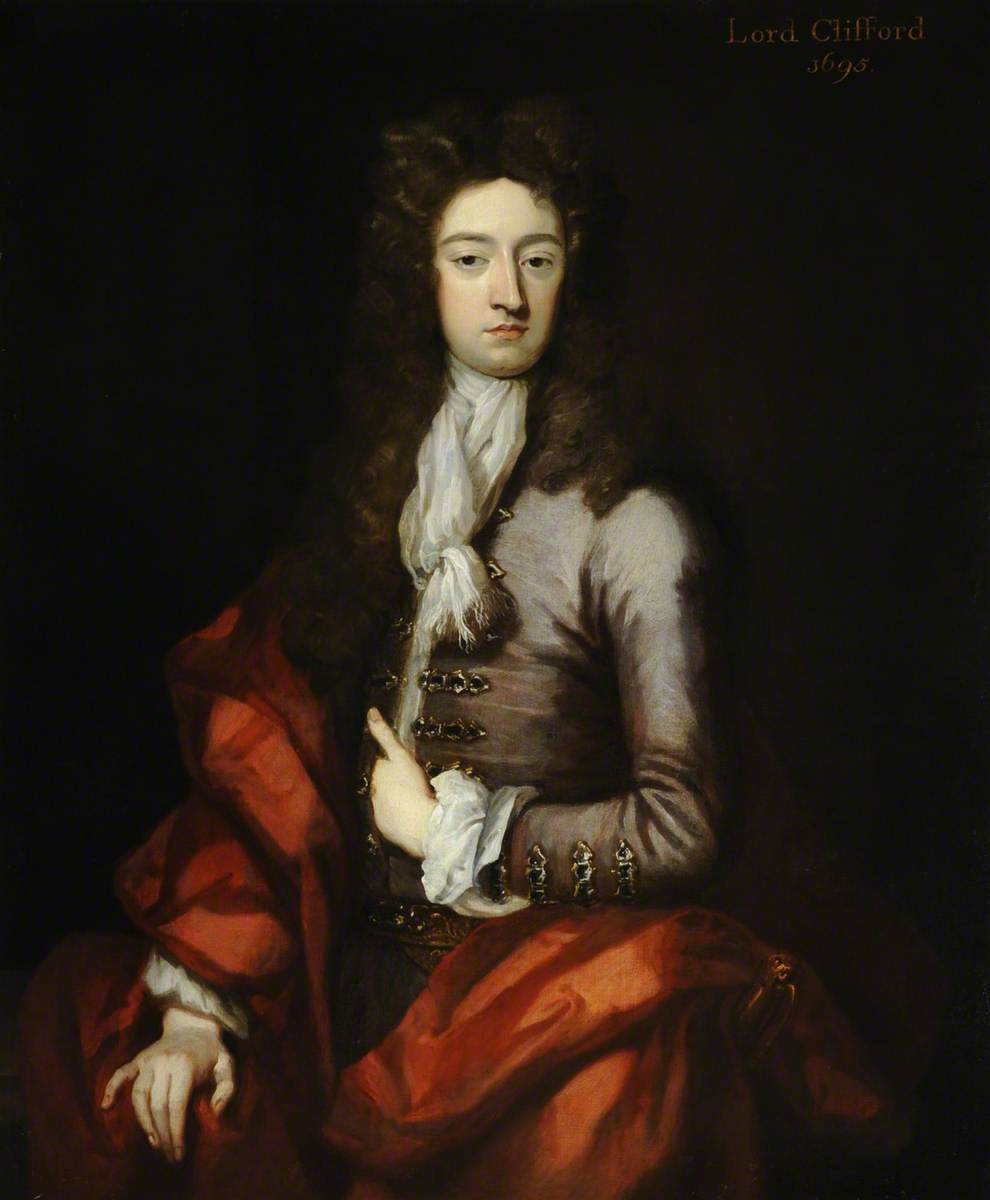
由戈弗雷·內勒所繪

## 家庭

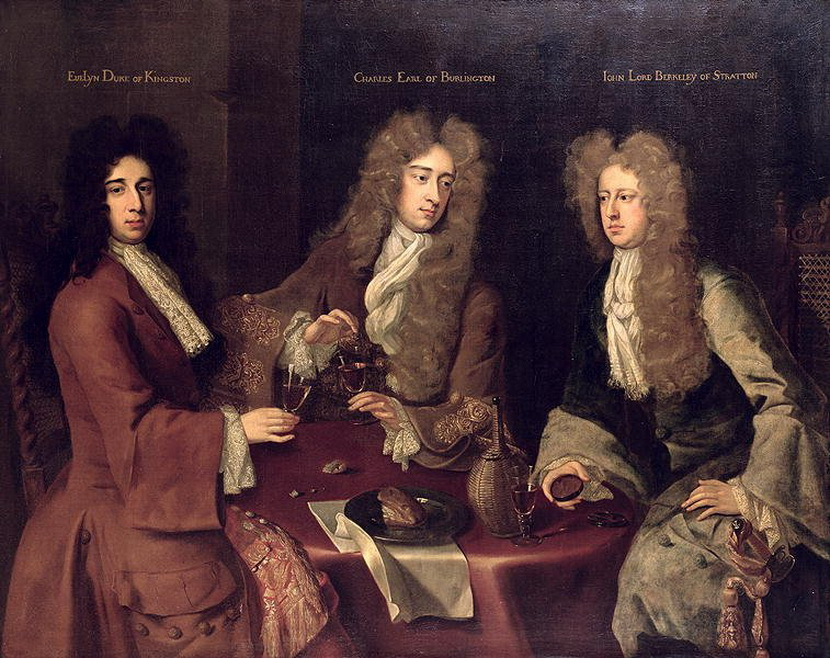
伯林頓伯爵（中），左為第一代赫爾河畔京士頓公爵伊夫林·皮埃爾蓬，右為第三代斯特拉頓伯克利男爵約翰·貝克利

1688年，查爾斯與朱麗安娜·諾埃（Juliana Noel）結婚，兩人共有1子4女：
1. 伊莉莎白（1690年—1755年）
2. 理察（1694年—1753年）
3. 朱麗安娜（1697年—1739年）
4. 珍（1699年—1780年）
5. 亨麗埃塔（1701年—1746年）